# Senecio doria
Senecio doria é uma espécie de planta com flor pertencente à família Asteraceae. 
A autoridade científica da espécie é L., tendo sido publicada em Systema Naturae, Editio Decima 2: 1215. 1759.

## Portugal
Trata-se de uma espécie presente no território português, nomeadamente os seguintes táxones infraespecíficos:
- Senecio doria subsp. legionensis - presente em Portugal Continental. Em termos de naturalidade é endémica da Península Ibérica. Não se encontra protegida por legislação portuguesa ou da Comunidade Europeia.